# لاري كوهن (كاتب)
لاري كوهن (بالإنجليزية: Larry Cohen)‏ (و. 1941  م) هو مخرج أفلام، ومنتج أفلام، وكاتب سيناريو أمريكي، ولد في كينغستون، نيويورك.

## التعليم
تعلم في كلية مدينة نيويورك.

## وصلات خارجية
- لاري كوهن على موقع IMDb (الإنجليزية)
- لاري كوهن على موقع روتن توميتوز (الإنجليزية)
- لاري كوهن على موقع ألو سيني (الفرنسية)
- لاري كوهن على موقع تيرنر كلاسيك موفيز (الإنجليزية)
- لاري كوهن على موقع أول موفي (الإنجليزية)
- لاري كوهن على موقع قاعدة بيانات برودواي على الإنترنت (الإنجليزية)
- لاري كوهن على موقع قاعدة بيانات الأفلام السويدية (السويدية)
- لاري كوهن على موقع إن إن دي بي (الإنجليزية)
- لاري كوهن على موقع قاعدة بيانات الفيلم (الإنجليزية)
- لاري كوهن على موقع كينوبويسك (الروسية)
- لاري كوهن على موقع كينوبويسك (الروسية)